# Шишонки
 Шишонки  — деревня в Кирово-Чепецком районе Кировской области в составе Пасеговского сельского поселения.

## География
Расположена у южной окраины центра поселения села Пасегово.

## История
Известна с 1671 года как починок Оникинский с 1 двором, в 1764 году (Аникинский) 38 жителей, в 1802 году 5 дворов. В 1873 году в починке (Аникинский или Шишонки) дворов 12 и жителей 72, в 1905 (деревня Аникиевская или Шишонки) 14 и 100, в 1926 (Шишенки) 20 и 94, в 1950 18 и 60, в 1989 15 постоянных жителей. Настоящее название утвердилось с 1950 года.

## Население
Постоянное население составляло 9 человек (русские 100%) в 2002 году, 11 в 2010.